# Slemmestad
Slemmentad est une ville de la commune de Asker dans le comté d'Akershus, en Norvège.

## Description
Slemmestad est situé sur la rive ouest de l' Oslofjord, à l'ouest d'Oslo.
Avant 2020, Slemmestad faisait partie de l'ancienne municipalité de Røyken du comté de Buskerud. La ville s'est développée à l'embouchure de la rivière Bøbekken dans l'Oslofjord à partir de la fin du XIXe siècle, autour de la cimenterie Christiania Portland Cementfabrik. Au fil du temps, la ville s'est développée le long de la rivière vers Bødalen.
Les quatre silos à ciment de 70 mètres de haut de l'ancienne usine près du quai de Slemmestad sont visibles de loin et sont un point de repère pour les bateaux sur l'Inner Oslofjord. Au sommet, l'administration côtière norvégienne dispose d'un radar pour surveiller le trafic sur le fjord.

### Réserve naturelle
Sur l'îlot de Geitungsholmen, en face de la ville, se trouve la réserve naturelle de Geitungsholmen.

## Galerie

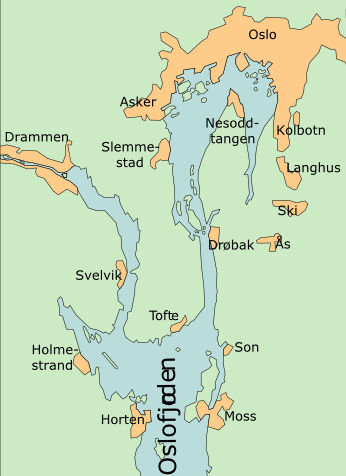
Oslofjord
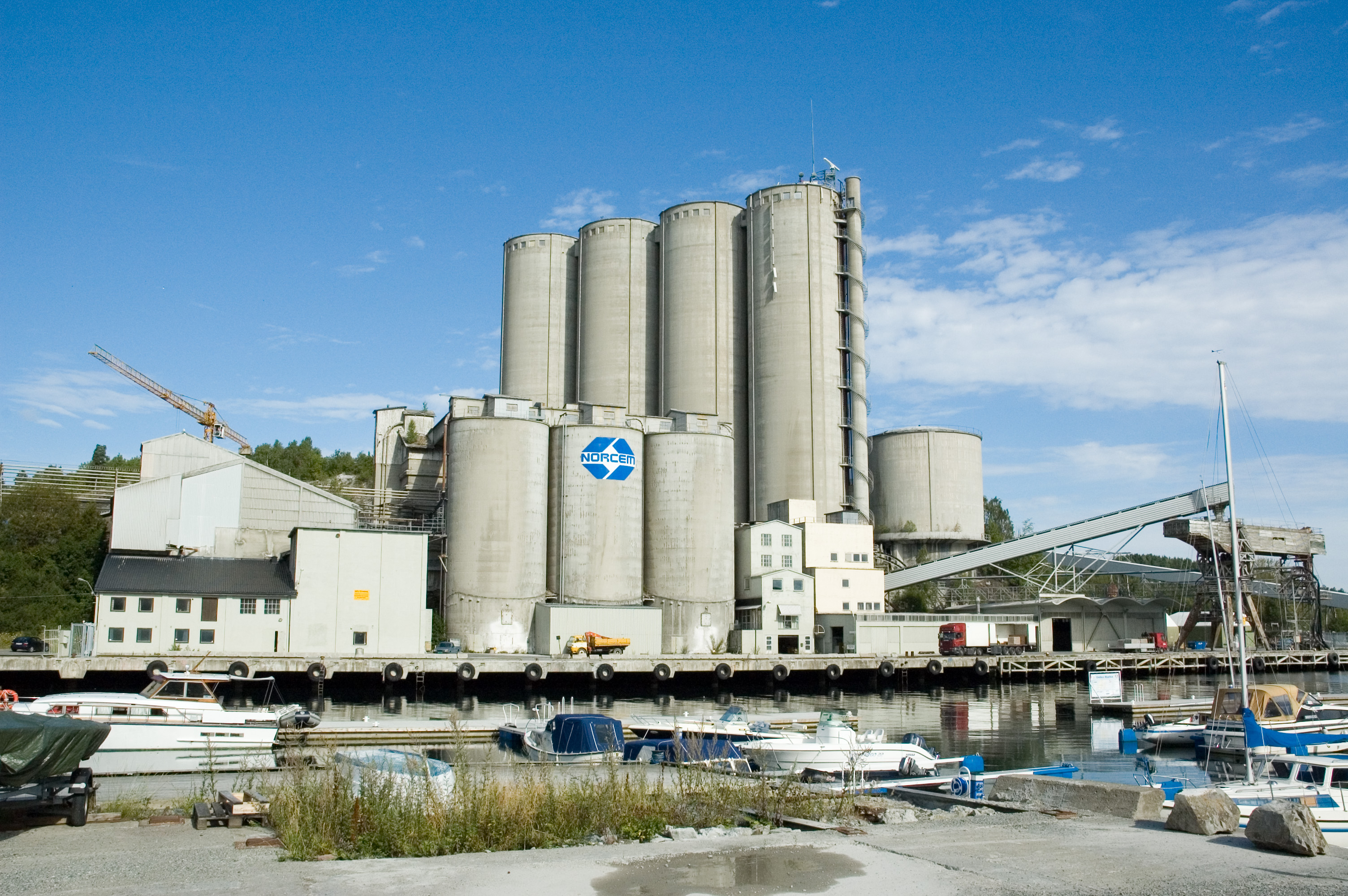
Cimenterie
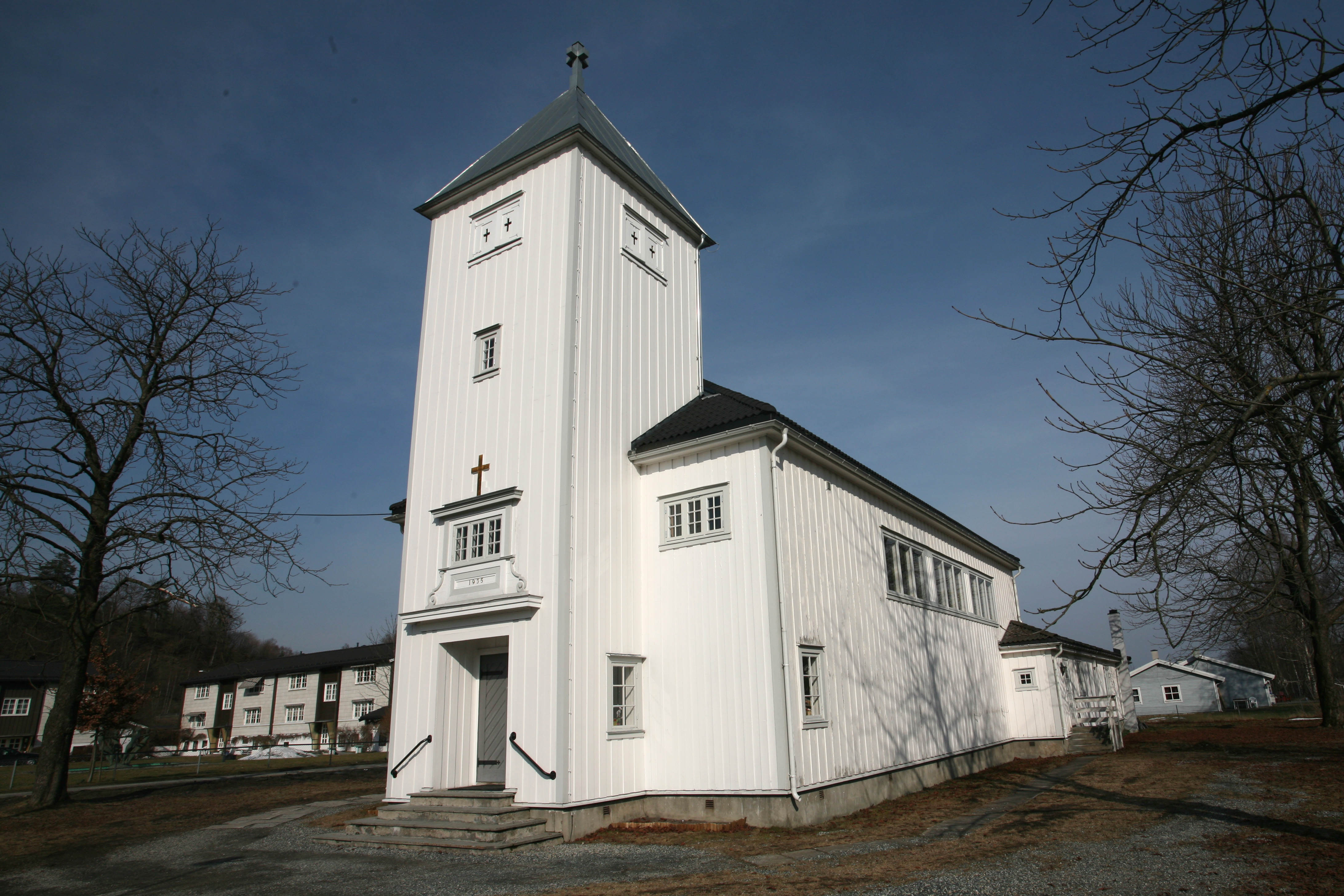
Eglise de Slemmestad